# 我的愛在我身邊
《我的愛在我身邊》（韓語：내사랑 내곁에）為SBS自2011年5月7日至10月23日間於週末劇場時段播映的韓國電視劇。由金始慶執筆、韓正煥執導，李昭娟、李載允與溫朱莞主演，故事講述一名未婚媽媽克服偏見與障礙，並適應世界的過程。

## 製作
該劇由《愛你千萬次》的金始慶編劇，《不要猶豫》的韓正煥執導，劇名原定為《很高興見到你》（만나서 반가워），於2011年4月19日正式定名《我的愛在我身邊》（내사랑 내곁에）。
飾演未婚媽媽道美帥的李昭娟，過往憑《天使的誘惑》與《同伊》中的惡女形象深植人心，在演出前述兩部作品後，她相當期待演繹明朗、有朝氣又輕盈的角色。主演過《暴風的戀人》的李載允，飾演心態正面的暖男李小龍，該角與身為打工族的美帥將展開一段純情的愛戀。於2010年12月退伍的溫朱莞重返螢光幕，飾演因膽怯而拋下懷孕的美帥，始終帶著愧疚之心的高錫彬。三名角色將上演一段三角關係。
金美淑飾演美帥的母親鳳善雅，她認為父母們可以藉由取材現時的劇集，反思並提高警覺，更加關注處於成長期的子女。飾演錫彬的母親裴靜慈的李輝香，認為該劇是正視青少年性教育的重要作品。全慧彬在首播後才加入劇組，扮演錫彬出國遊學時，相識、相戀進而結婚的都市美人趙勻貞，但丈夫卻思念初戀並隱瞞著巨大的秘密，她將在劇中展現反派演技，並於第8集登場。

## 故事
鳳善雅為了將女兒道美帥送上大學而辛勤工作，然而美帥卻懷上高中同窗裴靜慈的兒子高錫彬的孩子。靜慈為了兒子的未來，果斷將錫彬送到國外就學，而美帥則堅決生下肚子裡的小生命。多年後，美帥與充滿朝氣的李小龍墜入熱戀，但小龍的真實身世，卻威脅著錫彬與靜慈繼承親家財產的慾望。

## 演員陣容

### 主要角色
- 李昭娟 飾演 道美帥[註 1]

個性明朗快活，是個富有正義感又堅毅的女子。高中時與錫彬相戀，並獨自產下他的孩子。未婚懷孕打破了她平凡的生命，雖然過著艱困的生活，但仍腳踏實地地朝記者夢邁進。
- 李載允 飾演 李小龍

振成企業行銷部社員，是個血氣旺盛、身心健壯的平凡青年，渾然不知自己懷有身世之謎。是個優秀到會讓其他父母讚譽有加的鄰家男兒，對認真生活又勤快的美帥上心。
- 溫朱莞 飾演 高錫彬

有著受傷的靈魂，母親賦予的龐大期望，使他懦弱到無法守護自己所想擁有的人事物。才貌兼具的他，深受姜女士的提拔，但同時得提防姜女士親外孫的出現。婚後仍思戀著初戀美帥，但李小龍的存在，於公於私都威脅著他，便開始作惡。
- 金美淑 飾演 鳳善雅

寡婦，美帥的母親，是位鋼琴老師，與裴靜慈是高中同窗。
- 李輝香 飾演 裴靜慈

錫彬的母親，野望與慾望的化身，是個出自貧困而貪婪的可憐女人。一家人寄住在大嫂娘家，一心想讓兒子繼承親家的事業，因此虛情假意的討好姜女士。
- 全慧彬 飾演 趙勻貞[註 2]（第8集加入）

旅美僑胞，是個自我意識強烈的美人。大錫彬三歲的妻子，比起丈夫，她的愛更加強烈，也因此對美帥懷有敵意。總是受到丈夫的冷落，因此感到孤獨的她，和高中同窗傑森發生一夜情後懷孕。

### 美帥家
- 文千植 飾演 鳳宇東

美帥的舅舅，不成材的他，總像兒子般讓善雅操心。遇見茱莉後，兩人旋即墜入愛河。
- 李泰佑 飾演 鳳英雄

美帥與錫彬的兒子，以美帥弟弟的身份生活著。

### 小龍家
- 史美子 飾演 莎拉鄭

本名鄭末子，靜愛的高中同窗。總忘不了過去經營服飾店的榮景，過著虛榮的生活，因此與節儉的媳婦常有摩擦。
- 金美京 飾演 崔恩熙

小龍的母親，實為養母，美帥的高中班導。是位嚴厲的教師，有著孤獨的靈魂。
- 金明國 飾演 李萬秀

小龍的父親，實為養父，總是夾在母親與妻子之間左右為難。被公司資遣後，當起一名家庭主夫。
- 李義靜 飾演 李茱莉

莎拉鄭的女兒，萬秀的妹妹。曾過著公主般的生活，如今活像個米蟲，渴望成為電視劇作家。小姑獨處的她，遇見宇東後，宛如天雷勾動地火。

### 錫彬家
- 鄭惠先 飾演 姜靜愛女士

振成企業名譽會長，她過去為了女兒的未來，將女兒未婚產下的孩子送養，並隱瞞孫子尚存的事實。女兒逝世後，積極尋覓當年被她親自遺棄的外孫。
- 崔宰誠 飾演 高鎮國

錫彬的伯父，鎮澤的哥哥，振成企業的代表理事兼社長。性格端正、幹練，是個愛妻的好男人。和與亡妻同名的舊識鳳善雅重逢後，隨之墜入愛河。
- 金日宇 飾演 高鎮澤

振成企業總務科次長，雖然是個無能又風流的男子，但不像妻兒那般卑劣，仍保有羞惡之心。
- 文知茵 飾演 高秀彬

小錫彬一歲的妹妹，如同母親，心懷叵測、富有慾望，但僅止於物慾。

### 其他人物
- 徐丞賢 飾演 孔玉順

曾任職於育幼院，是末子的故鄉小學妹。
- 金敏珠 飾演 餘州嫂

姜女士家的幫傭，對靜慈頗有微詞。
- 林京玉 飾演 金賢珠

牛雜湯店員工，鳳善雅的同事，鎮澤的外遇對象。
- 林丞大 飾演 凡秀

生活誌社長，小龍的前輩，美帥的上司。
- 魏楊浩 飾演 鄭代理

振成企業職員，被錫彬收買而陷害小龍，最終因良心不安而倒戈。
- 洪允和 飾演 英美

美帥的高中好友
- 金娜英

勻貞的阿姨，咖啡廳經營者。
- 朱鐘赫 飾演 傑森

勻貞的高中同窗，與勻貞關係曖昧。
- 姜瑞俊 飾演 朴亨民

錫彬的高中好友，現為婦產科醫師。

### 特別演出
- 李惠淑 飾演 金善雅

姜女士的獨生女，一直未能與丈夫懷有後嗣，且還心繫著她婚前產下卻夭折的嬰孩，因此自覺愧對丈夫。當她得知孩子是遭母親遺棄，過度悲傷的她，在尋覓的過程中，遭逢車禍意外而身亡。

## 反響

### 收視
《我的愛在我身邊》全國首播收視7.4%，低於前作《微笑，媽媽》的首集收視14.4%，也低於同期的《相信愛》（18.9%）、《一閃一閃亮晶晶》（16.4%）、《新妓生傳》（16.4%）、《能聽見我的心嗎？》（15.8%）以及《近肖古王》（10.0%），墊底當日週末戲劇節目。其後收視節節攀升，最終回以19.8%創下該劇最高收視紀錄，僅次於《烏鵲橋兄弟》（29.4%），位居當日週末戲劇節目收視第二名，全劇平均收視11.7%。

### 獎項
| 年度 | 大獎        | 獎項                              | 入圍者 | 結果 |
| ---- | ----------- | --------------------------------- | ------ | ---- |
| 2011 | SBS演技大獎 | 週末／連續劇部門 女子最優秀演技賞 | 李輝香 | 提名 |
| 2011 | SBS演技大獎 | 週末／連續劇部門 男子優秀演技賞   | 李載允 | 提名 |
| 2011 | SBS演技大獎 | 週末／連續劇部門 女子優秀演技賞   | 李昭娟 | 獲獎 |
| 2011 | SBS演技大獎 | 週末／連續劇部門 女子特別演技賞   | 金美淑 | 提名 |
| 2011 | SBS演技大獎 | 新星賞                            | 李載允 | 獲獎 |

## 外部連結
- 韓國SBS官方網站
- 台灣緯來電視官方網站（繁體中文）

| SBS 週末劇場                                 | SBS 週末劇場                                     | SBS 週末劇場 |
| -------------------------------------------- | ------------------------------------------------ | ------------ |
|                                              | 我的愛在我身邊 （2011年5月7日 - 2011年10月23日） |              |
| 微笑，媽媽 （2010年11月6日 - 2011年4月24日） | 如果明日來臨 （2011年10月29日 - 2012年4月22日）  |              |

| 新加坡、 马来西亚、 柬埔寨、 印度尼西亞、 ONE · 星期一至五 17:10 - 18:25（UTC+8） | 新加坡、 马来西亚、 柬埔寨、 印度尼西亞、 ONE · 星期一至五 17:10 - 18:25（UTC+8） | 新加坡、 马来西亚、 柬埔寨、 印度尼西亞、 ONE · 星期一至五 17:10 - 18:25（UTC+8） |
| --------------------------------------------------------------------------------- | --------------------------------------------------------------------------------- | --------------------------------------------------------------------------------- |
|                                                                                   | 我的爱在我身边 （2012年2月6日—2012年4月13日）                                     |                                                                                   |
| 吞噬太陽 （2012年1月2日—2012年2月3日）                                            | 純潔的你 （2012年4月16日—2012年7月6日）要活得威风 （2012年7月9日—2012年9月17日）  |                                                                                   |

| 臺灣 緯來戲劇台 星期一至五 20:00 - 22:00 · 5月2日起改為20:00 - 21:00 | 臺灣 緯來戲劇台 星期一至五 20:00 - 22:00 · 5月2日起改為20:00 - 21:00 | 臺灣 緯來戲劇台 星期一至五 20:00 - 22:00 · 5月2日起改為20:00 - 21:00 |
| -------------------------------------------------------------------- | -------------------------------------------------------------------- | -------------------------------------------------------------------- |
|                                                                      | 我的愛在我身邊 （2012年3月20日 - 2012年5月11日）                     |                                                                      |
| 甜蜜的心跳 （2011年12月22日 - 2012年3月19日）                        | 幸福，像今天一樣 （2012年5月2日 - 2012年7月17日）                    |                                                                      |